# Пердігера
Пердігера (ісп. Perdiguera) — муніципалітет в Іспанії, у складі автономної спільноти Арагон, у провінції Сарагоса. Населення — 664 особи (2010).
Муніципалітет розташований на відстані близько 300 км на північний схід від Мадрида, 23 км на північний схід від Сарагоси.

## Демографія
Динаміка населення (INE ):